# Fritz Ritter (Maler)
Fritz Ritter (* 28. August 1868 in Nürnberg; † 1888) war ein deutscher Architekturmaler und Radierer.
Der Sohn von Lorenz Ritter und Bruder von Wilhelm und Paul Ritter d. J. wurde bekannt durch seine Architekturbilder der Stadt Nürnberg.